# Campionati del mondo di ciclismo su strada 2023 - Gara in linea femminile Elite
La sessantatreesima edizione della gara in linea femminile Elite dei Campionati del mondo di ciclismo su strada si svolse il 13 agosto 2023 con partenza da Loch Lomond ed arrivo a Glasgow, in Scozia nel Regno Unito, su un percorso iniziale ed un circuito finale da ripetere 6 volte per un totale di 154,1 km. La vittoria fu appannaggio della belga Lotte Kopecky, che completò il percorso in 4h02'12" alla media di 38,175 km/h, precedendo l'olandese Demi Vollering e la danese Cecilie Uttrup Ludwig.
Presenti alla partenza 210 cicliste, delle quali 86 arrivarono al traguardo.

## Squadre e corridori partecipanti
| N.      | Cod. | Squadra       |
| ------- | ---- | ------------- |
| 1-8     | NED  | Paesi Bassi   |
| 9-15    | ITA  | Italia        |
| 16-22   | BEL  | Belgio        |
| 23-29   | AUS  | Australia     |
| 30-36   | FRA  | Francia       |
| 37-42   | SUI  | Svizzera      |
| 43-48   | GBR  | Regno Unito   |
| 49-54   | DEU  | Germania      |
| 55-60   | POL  | Polonia       |
| 61-66   | DNK  | Danimarca     |
| 67-73   | USA  | Stati Uniti   |
| 74-79   | CAN  | Canada        |
| 80-85   | ESP  | Spagna        |
| 86-90   | NZL  | Nuova Zelanda |
| 91-96   | RSA  | Sudafrica     |
| 97-102  | AUT  | Austria       |
| 103-107 | NOR  | Norvegia      |
| 108-110 | SWE  | Svezia        |
| 111-115 | UZB  | Uzbekistan    |
| 116-118 | SVN  | Slovenia      |
| 119     | CUB  | Cuba          |
| 120-122 | COL  | Colombia      |
| 123-125 | UKR  | Ucraina       |
| 126-128 | CZE  | Cechia        |
| 129-132 | LUX  | Lussemburgo   |
| 133     | FIN  | Finlandia     |
| 134-136 | RWA  | Ruanda        |
| 137-138 | THA  | Tailandia     |
| 139-141 | CHN  | Cina          |
| 142     | CHI  | Cile          |
| 143-144 | POR  | Portogallo    |
| 115-146 | HUN  | Ungheria      |
| 147-149 | MAU  | Mauritius     |
| 150     | SRB  | Serbia        |
| 151     | ALG  | Algeria       |
| 152-153 | NAM  | Namibia       |

| N.      | Cod. | Squadra                   |
| ------- | ---- | ------------------------- |
| 154     | BRA  | Brasile                   |
| 155     | SVK  | Slovacchia                |
| 156-157 | ISR  | Israele                   |
| 158     | INA  | Indonesia                 |
| 159     | UAE  | Emirati Arabi Uniti       |
| 160     | LTU  | Lituania                  |
| 161-163 | KAZ  | Kazakistan                |
| 164-166 | HKG  | Hong Kong                 |
| 167-169 | IRL  | Irlanda                   |
| 170     | CYP  | Cipro                     |
| 171-172 | JPN  | Giappone                  |
| 173-175 | NIG  | Nigeria                   |
| 176-177 | VEN  | Venezuela                 |
| 178-179 | LAT  | Lettonia                  |
| 180     | PAR  | Paraguay                  |
| 181     | MAR  | Marocco                   |
| 182-183 | ZIM  | Zimbabwe                  |
| 184     | GRE  | Grecia                    |
| 185     | EGY  | Egitto                    |
| 186     | BER  | Bermuda                   |
| 187-189 | MEX  | Messico                   |
| 190     | TTO  | Trinidad e Tobago         |
| 191     | IRA  | Iran                      |
| 192     | ECU  | Ecuador                   |
| 193-195 | ISL  | Islanda                   |
| 196-197 | MCD  | Macedonia del Nord        |
| 198-200 | AFG  | Afganistan                |
| 201     | BVI  | Isole Vergini Britanniche |
| 202-203 | ARG  | Argentina                 |
| 204     | ETH  | Etiopia                   |
| 205-206 | BDI  | Burundi                   |
| 207     | KEN  | Kenia                     |
| 208     | UGA  | Uganda                    |
| 209     | LAO  | Laos                      |
| 210     | BUR  | Burkina Faso              |

## Classifica (Top 10)
| Pos. | Corridore             | Squadra     | Tempo    |
| ---- | --------------------- | ----------- | -------- |
| 1    | Lotte Kopecky         | Belgio      | 4h02'12" |
| 2    | Demi Vollering        | Paesi Bassi | a 7"     |
| 3    | Cecilie Uttrup Ludwig | Danimarca   | s.t.     |
| 4    | Marlen Reusser        | Svizzera    | a 12"    |
| 5    | Christ. Schweinberger | Austria     | a 34"    |
| 6    | Lizzie Deignan        | G. Bretagna | s.t.     |
| 7    | Elise Chabbey         | Svizzera    | a 1'24"  |
| 8    | Annemiek van Vleuten  | Paesi Bassi | a 2'48"  |
| 9    | Riejanne Markus       | Paesi Bassi | a 3'51"  |
| 10   | Mavi García           | Spagna      | a 4'05"  |